# Новак Ђукић
Новак Ђукић (Доња Кола, 10. април 1955) је бивши генерал Војске Републике Српске и последњи начелник Генералштаба Војске Републике Српске од 2004. до 2005. године.

## Биографија
Рођен је 10. априла 1955. у Доњим Колима, Бања Лука, СР БиХ, СФР Југославија.
За масакр на Тузланској капији осумњичен је генерал Ђукић, на основу вештачења Берка Зечевића чија су вештачења оспорила петорица балистичких судских вештака из Чешке, Израела и Француске.
Ђукић је ухапшен у Бања Луци 7. новембра 2007. године, због сумње да је учествовао у масакру. У време злочина он је био командант Тактичке групе „Озрен” ВРС. Ђукића су ухапсили припадници Агенције за истраге и заштиту (СИПА) и пребацили га у Сарајево, где је предат представницима државног тужитељства Босне и Херцеговине. Оптужени Ђукић терети се да је починио кривично дело ратног злочина против цивилног становништва – из члана 173. став 1. тачке а и б, у вези са чланом 180. став 1. кривичног закона Босне и Херцеговине.